# Heinrich von Gatersleben

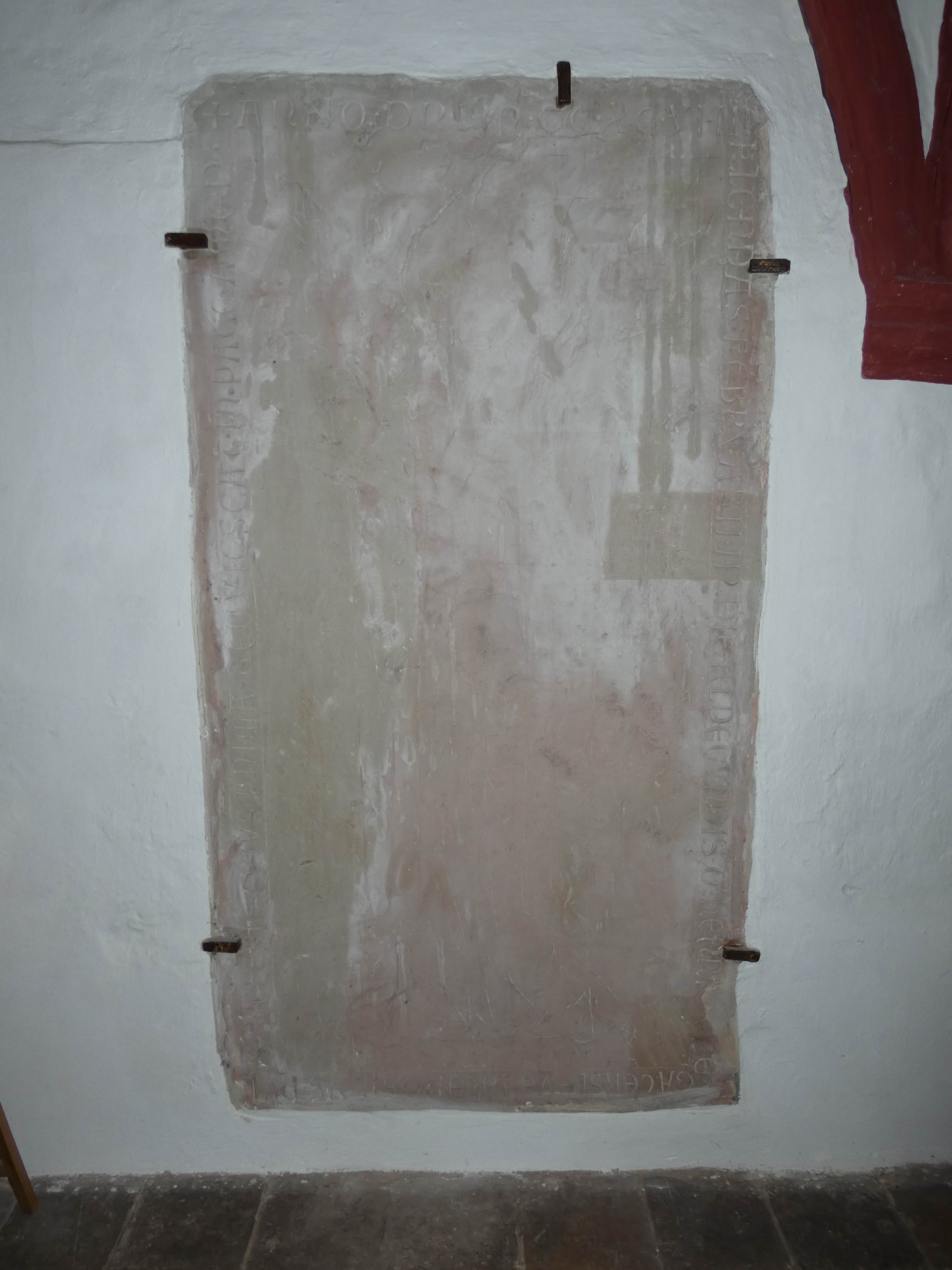
Grabplatte mit Darstellung von Heinrich von Gatersleben, Dom zu Brandenburg

Heinrich von Gatersleben († 30. Januar 1296) war Propst des Doms zu Brandenburg.

## Leben und Wirken
Gatersleben ist ein Ort im zentralen Sachsen-Anhalt. Heinrich von Gatersleben war vom 25. Februar 1295 bis zu seinem Tode kein ganzes Jahr Dompropst. Er wurde im Mittelschiff der Kirche beerdigt. Später wurde seine durch das jahrhundertelange Begehen stark abgeschliffene Grabplatte im nördlichen Querschiff aufgestellt. Sie zeigt Heinrich von Gatersleben mit Buch und Zuchtrute. Die umlaufende Schrift ist in Relation noch gut erhalten.
Heinrich von Gatersleben gilt als Gründer der Heinrichsburg bei Mägdesprung.